# Văratic, Rîșcani
Văratic este un sat din raionul Rîșcani, Republica Moldova, cu 2253 de locuitori. Prima atestare a satului a fost în anul 1613.

## Demografie

### Structura etnică
Structura etnică a satului conform recensământului populației din 2004:
| Grup etnic         | Populație | % Procentaj |
| ------------------ | --------- | ----------- |
| Moldoveni / Români | 2.226     | 98,8%       |
| Ruși               | 13        | 0,58%       |
| Ucraineni          | 12        | 0,53%       |
| Alții              | 2         | 0,09%       |
| Total              | 2.253     | 100%        |

## Administrație și politică
Componența Consiliului local Văratic (11 consilieri), ales la 5 noiembrie 2023, este următoarea:
|  | Partid                                       | Consilieri | Componență | Componență | Componență | Componență | Componență | Componență | Componență | Componență | Componență | Componență |
|  | -------------------------------------------- | ---------- | ---------- | ---------- | ---------- | ---------- | ---------- | ---------- | ---------- | ---------- | ---------- | ---------- |
|  | Partidul Socialiștilor din Republica Moldova | 10         |            |            |            |            |            |            |            |            |            |            |
|  | Partidul Acțiune și Solidaritate             | 1          |            |            |            |            |            |            |            |            |            |            |

## Defileul Văratic
La est de sat este amplasat defileul Văratic, o arie protejată din categoria monumentelor naturii de tip geologic sau paleontologic.

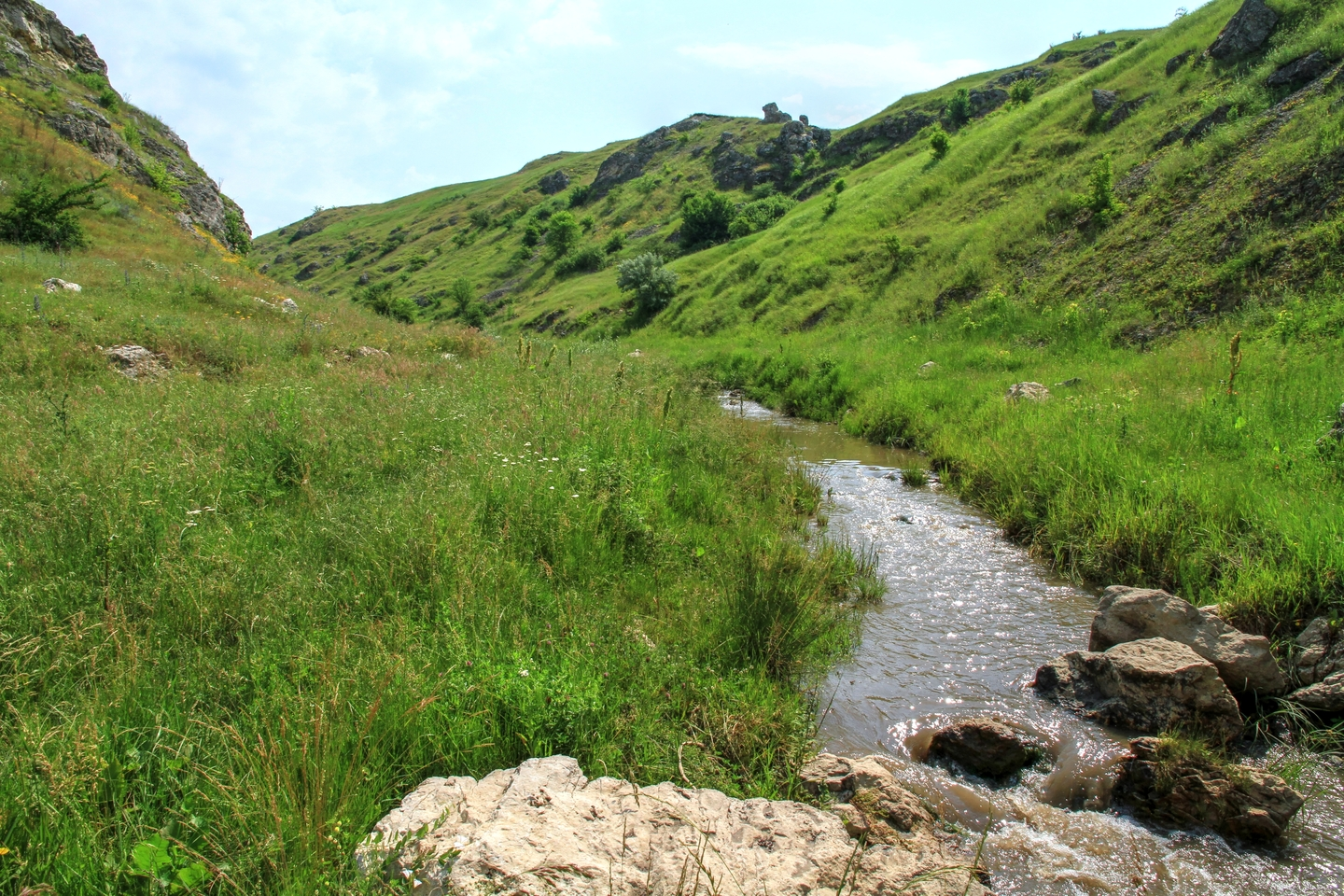
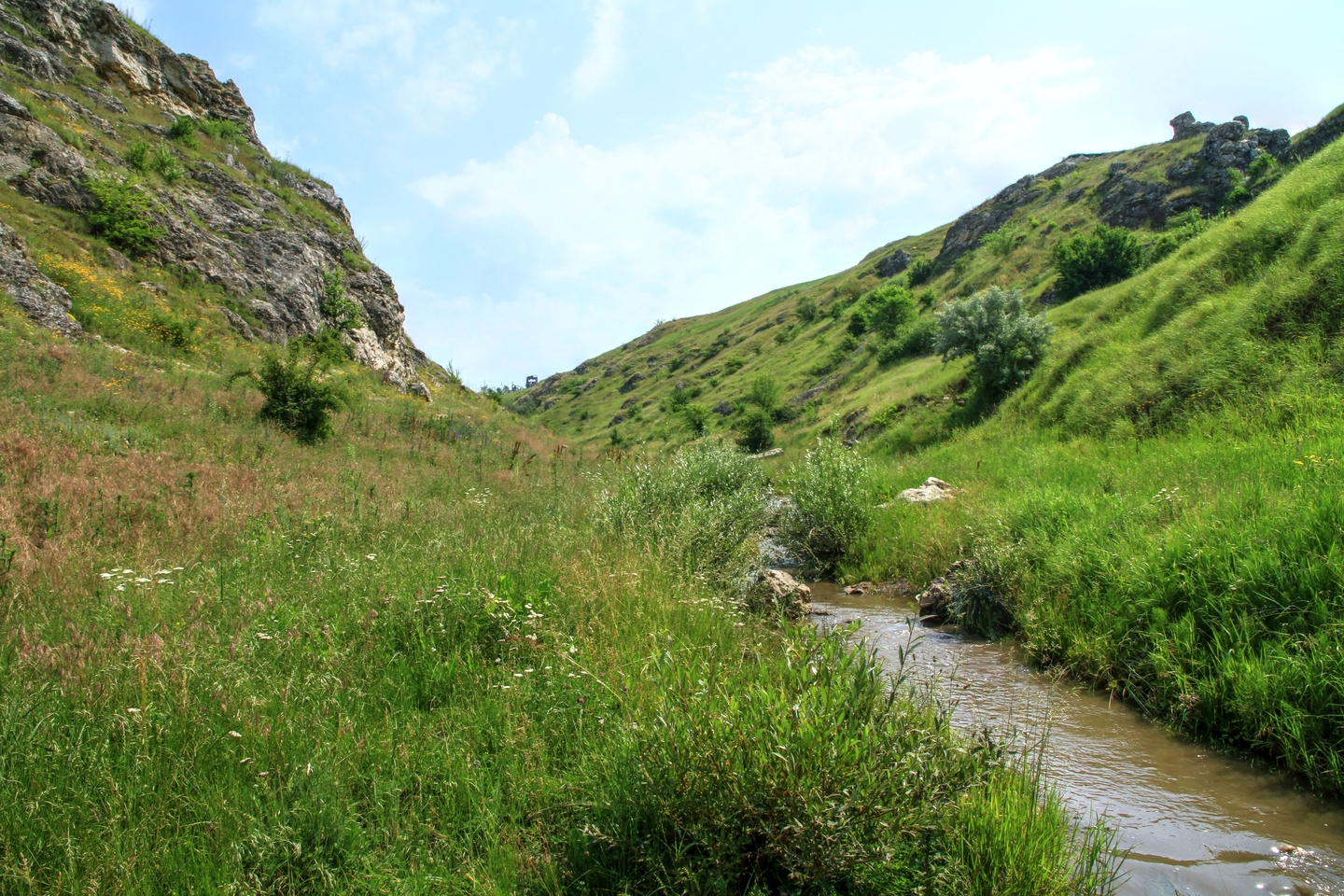
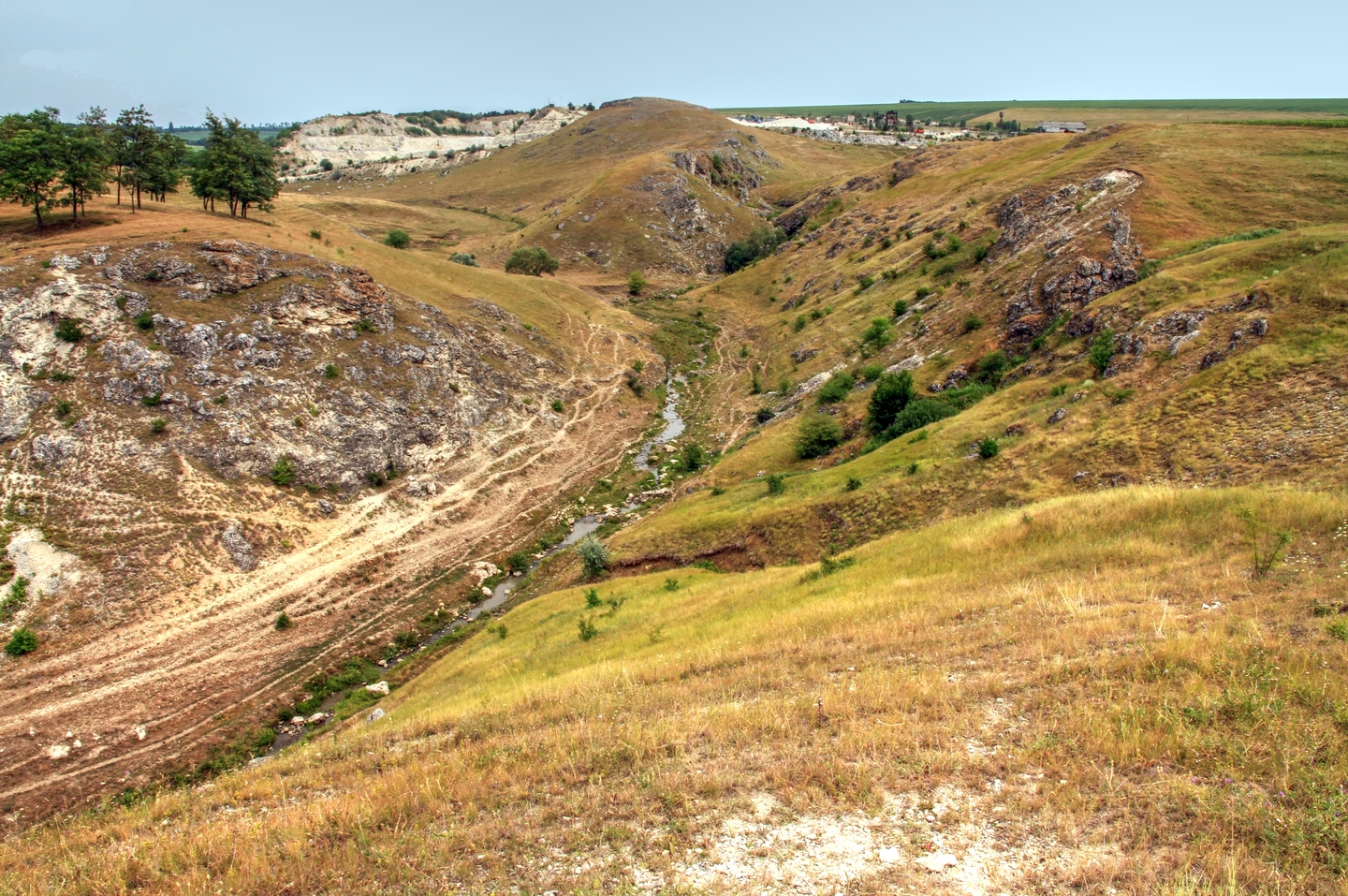
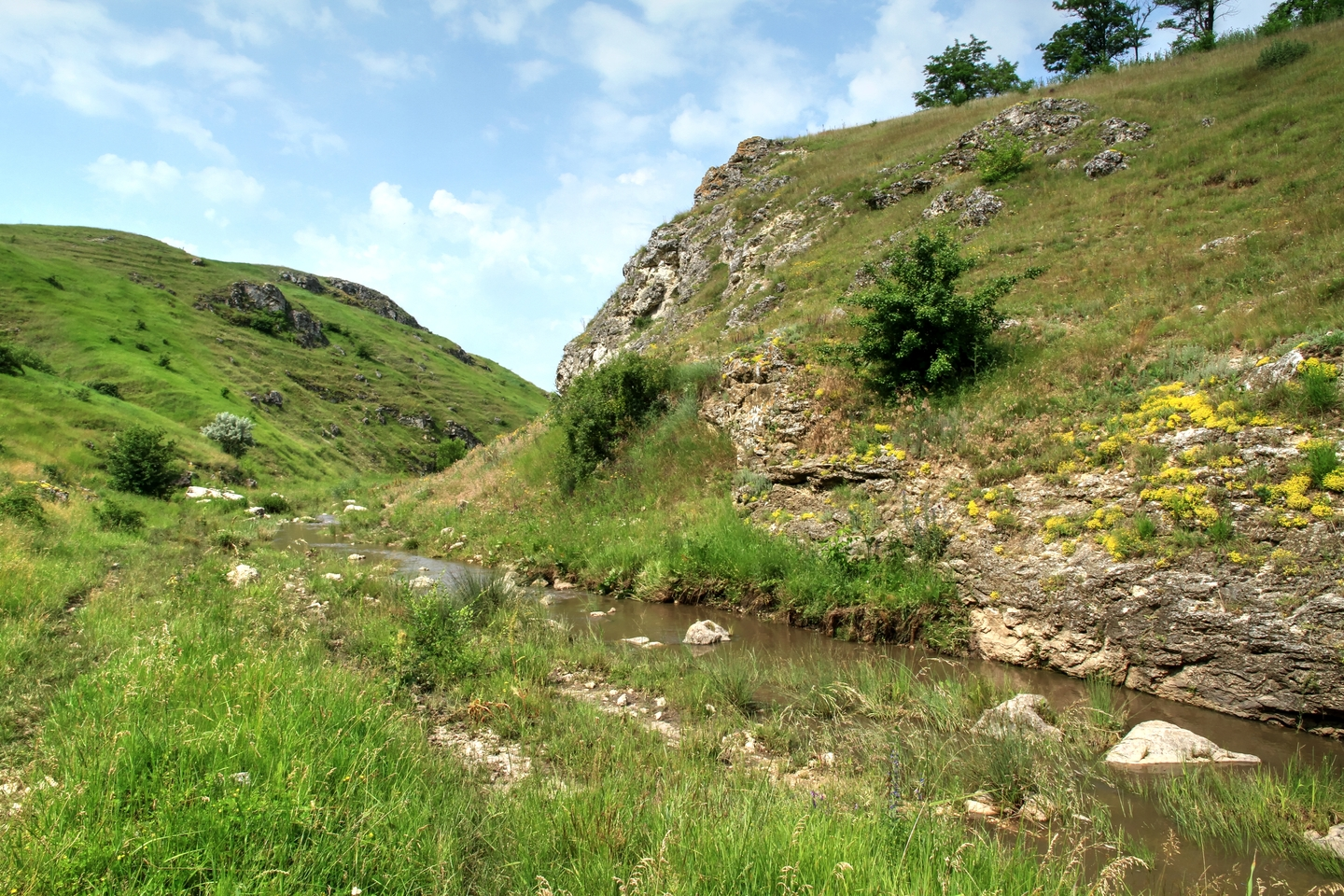
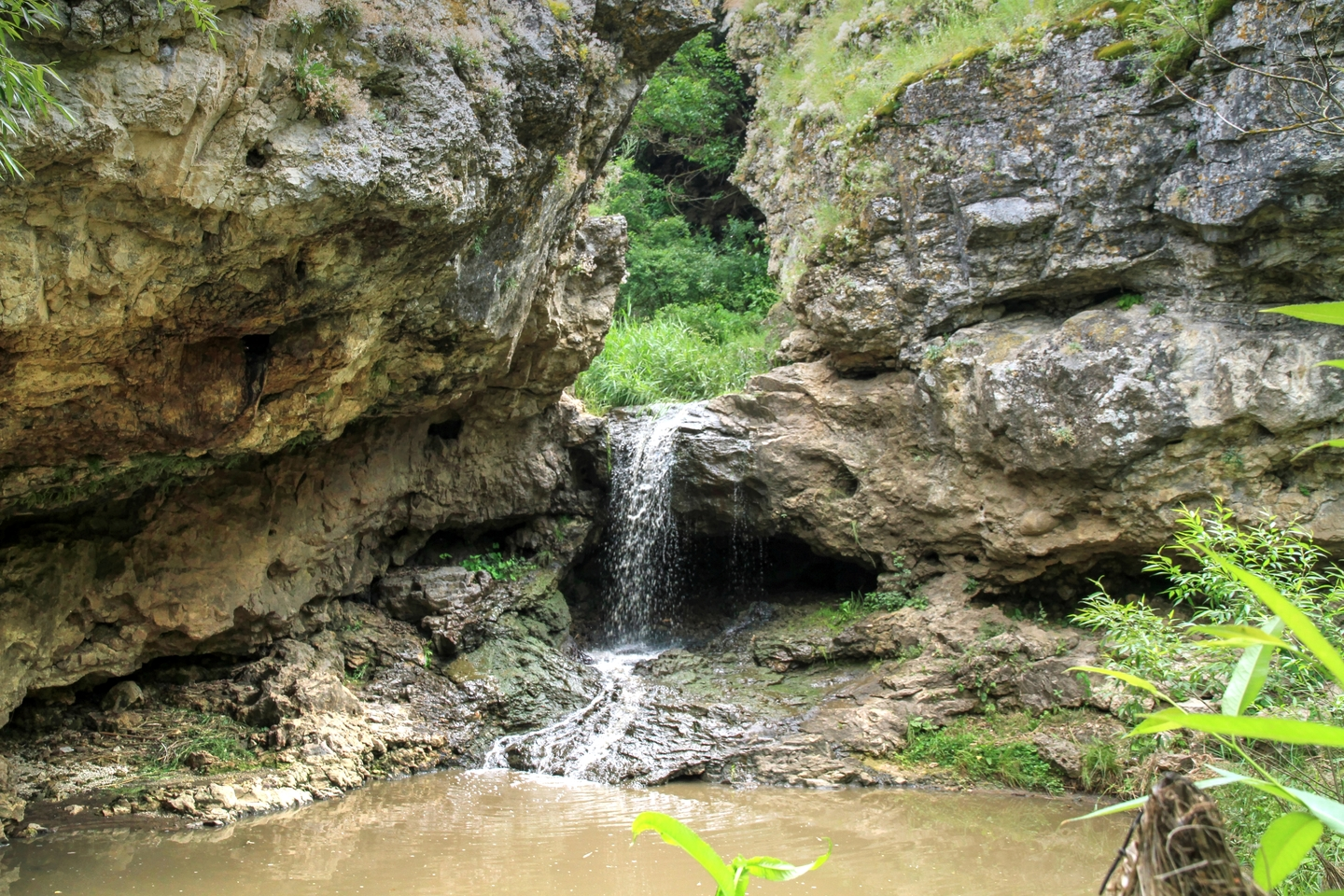
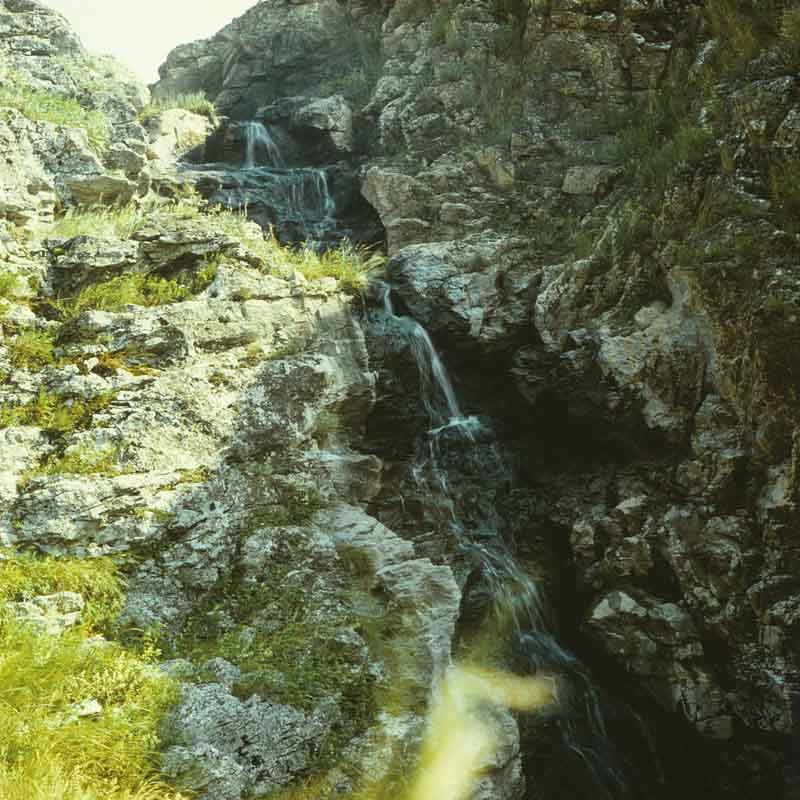
O mică cascadă (imag. din 1980)

## Personalități
- Anatol Șalaru (n. 1962), medic și politician moldovean, fost Ministerul Transporturilor și Infrastructurii Drumurilor, fost Ministerul Apărării, fondator al Partidului Unității Naționale
- Siluan Șalari (n. 1977), cleric ortodox moldovean, Episcop de Orhei (sub Patriarhia Moscovei)